# دان أشبل
دان أشبل (بالعبرية: דן אשבל‏) هو جغرافي ودبلوماسي إسرائيلي، ولد في 1949 في تل أبيب في إسرائيل.